# Eruga kauli
Eruga kauli là một loài tò vò trong họ Ichneumonidae.